# Lake Canobolas
Lake Canobolas är en sjö i Australien. Den ligger i delstaten New South Wales, i den sydöstra delen av landet, omkring 210 kilometer väster om delstatshuvudstaden Sydney. Lake Canobolas ligger 909 meter över havet.
Trakten runt Lake Canobolas består till största delen av jordbruksmark. Runt Lake Canobolas är det ganska tätbefolkat, med 134 invånare per kvadratkilometer. Genomsnittlig årsnederbörd är 837 millimeter. Den regnigaste månaden är februari, med i genomsnitt 154 mm nederbörd, och den torraste är november, med 36 mm nederbörd.